# Guerra civil de Wa
La guerra civil de Wa o la gran rebelión de Wa (倭国大乱 Wa-koku Tairan?) fue período de disturbios y guerras que ocurrió en el país de Wa, nombre antiguo de Japón según los textos chinos clásicos, a finales del siglo II. Según los textos chinos, la paz fue restaurada alrededor del año 180, cuando la reina chamán Himiko de Yamataikoku, tomó control del país. Esta guerra civil sería la más antigua que ha ocurrido en Japón, según los registros históricos.

## Según los textos chinos clásicos

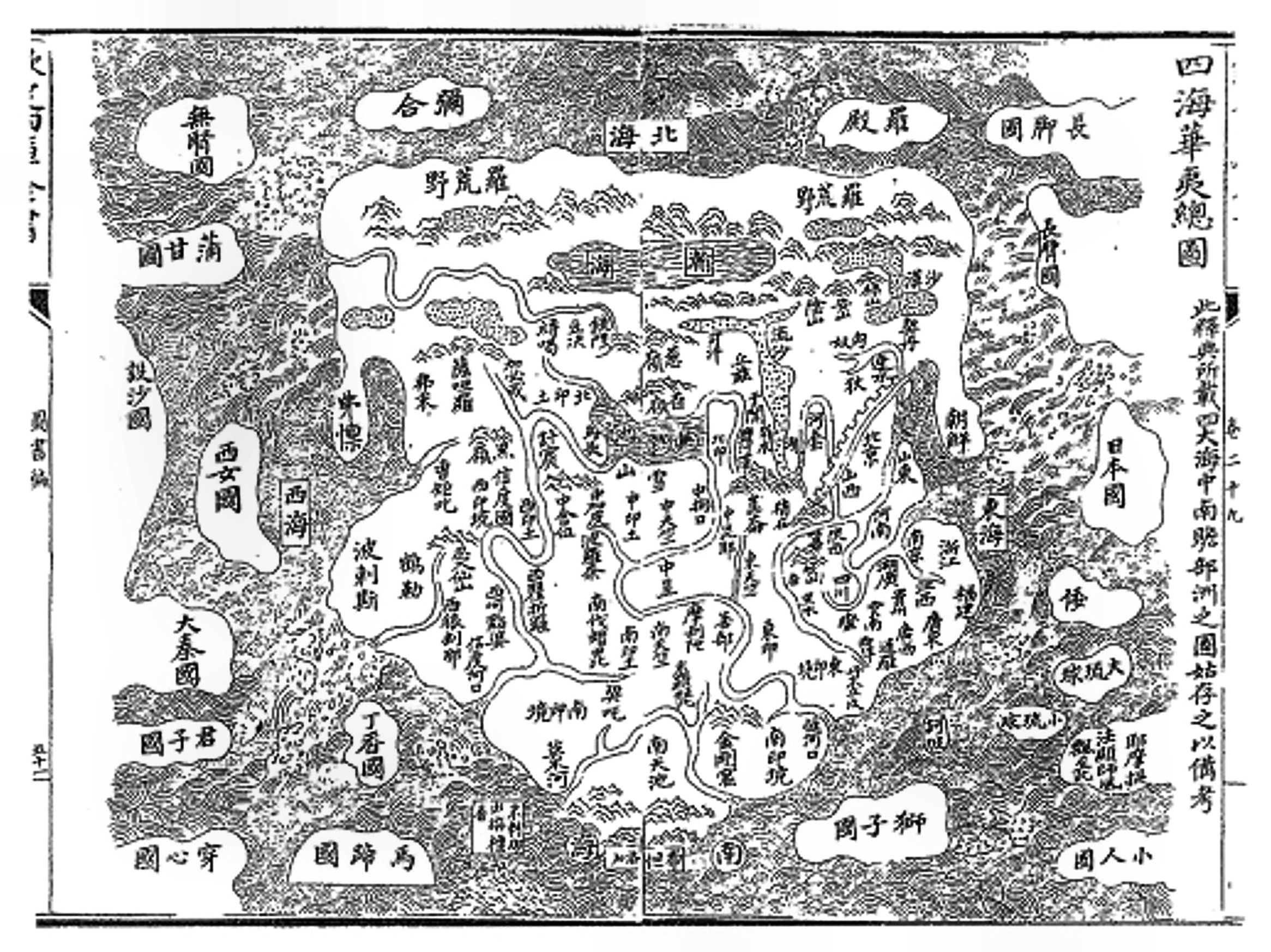
Sihai hua yi zongtu, mapa antiguo chino hecho en 1532. Muestra al país de Wa (倭) como una isla (centro a la derecha), abajo de Japón (日本國).

Este suceso ocurrió en el período protohistórico japonés. A pesar de que las primeras crónicas japonesas como el Kojiki (711-12) y el Nihonshoki (720) relatan la historia de Japón desde la era de los dioses (神代 Kamiyo?), la mayoría de su contenido es mitológico, y en el caso del Nihonshoki, el relato comprobado históricamente parte a finales del siglo VI.
Las Veinticuatro Historias, que comprenden todas las crónicas oficiales chinas desde el 3000 a. C. hasta la dinastía Ming (siglo XVII), son una fuente escrita importante para la historia japonesa anterior al siglo VI y son las únicas que contienen reportes escritos de una guerra civil en el siglo II. La historia de Japón está documentada en secciones dentro de los vecinos «bárbaros» de China, y al final de cada historia dinástica solo como pie de notas, y no como un capítulo propio. Por lo tanto, la información del conflicto es muy limitada.
La mención más temprana se encuentra en el Wei Zhi (ca. 297), que forma parte de los Registros de los Tres Reinos. Otras crónicas posteriores también mencionan el conflicto como el Libro de Han Posterior (ca. 445), el Libro de Liang (635), el Libro de Sui (636) e Historia de las Dinastías del Norte (mediados del siglo VII) que tomaron información de obras anteriores.
Los siguientes textos son los pasajes del Wei Zhi, el Libro de Han Posterior, el Libro de Sui e Historia de las Dinastías del Norte sobre la guerra civil:

El país tenía a un hombre como gobernante. Durante setenta u ochenta años después de eso, hubo disturbios y guerras. Entonces el pueblo acordó tener a una mujer como su gobernante. Su nombre era Pimiko.
Historia del Reino de Wei (Wei Zhi), Registros de los Bárbaros del Este.

Durante los reinados de Huandi [147–168] y Lingdi [168–189] el país de Wa estuvo en un estado de gran confusión, guerra y conflicto furioso en todos lados. Por muchos años, no había un gobernante. Entonces una mujer llamada Pimiko apareció. Permaneciendo soltera, ella utilizó magia y brujería, y hechizó a la población. Entonces ellos la pusieron en el trono.
Libro de Han Posterior, Registros de los Bárbaros del Este.

En el reinado de Huandi y Lingdi aquel país que estuvo en gran desorden, cuyos habitantes gradualmente se fueron a la guerra unos contra otros; por ello, con el pasar de los años, se quedaron sin un gobernante. Entonces hubo una mujer llamada Himiko; que, con el uso de espíritus, fue capaz de confundir a mucha gente, así que sus compatriotas la convirtieron en su monarca.
Libro de Sui, Registros de los Bárbaros del Este.

En el reinado de Lingdi aquel país que estuvo en gran desorden, cuyos habitantes gradualmente se fueron a la guerra unos contra otros; por ello, con el pasar de los años, se quedaron sin un gobernante.

Mientras que en el Libro de Liang comenta de «grandes disturbios» entre los años 178 y 183.

## Evidencias arqueológicas

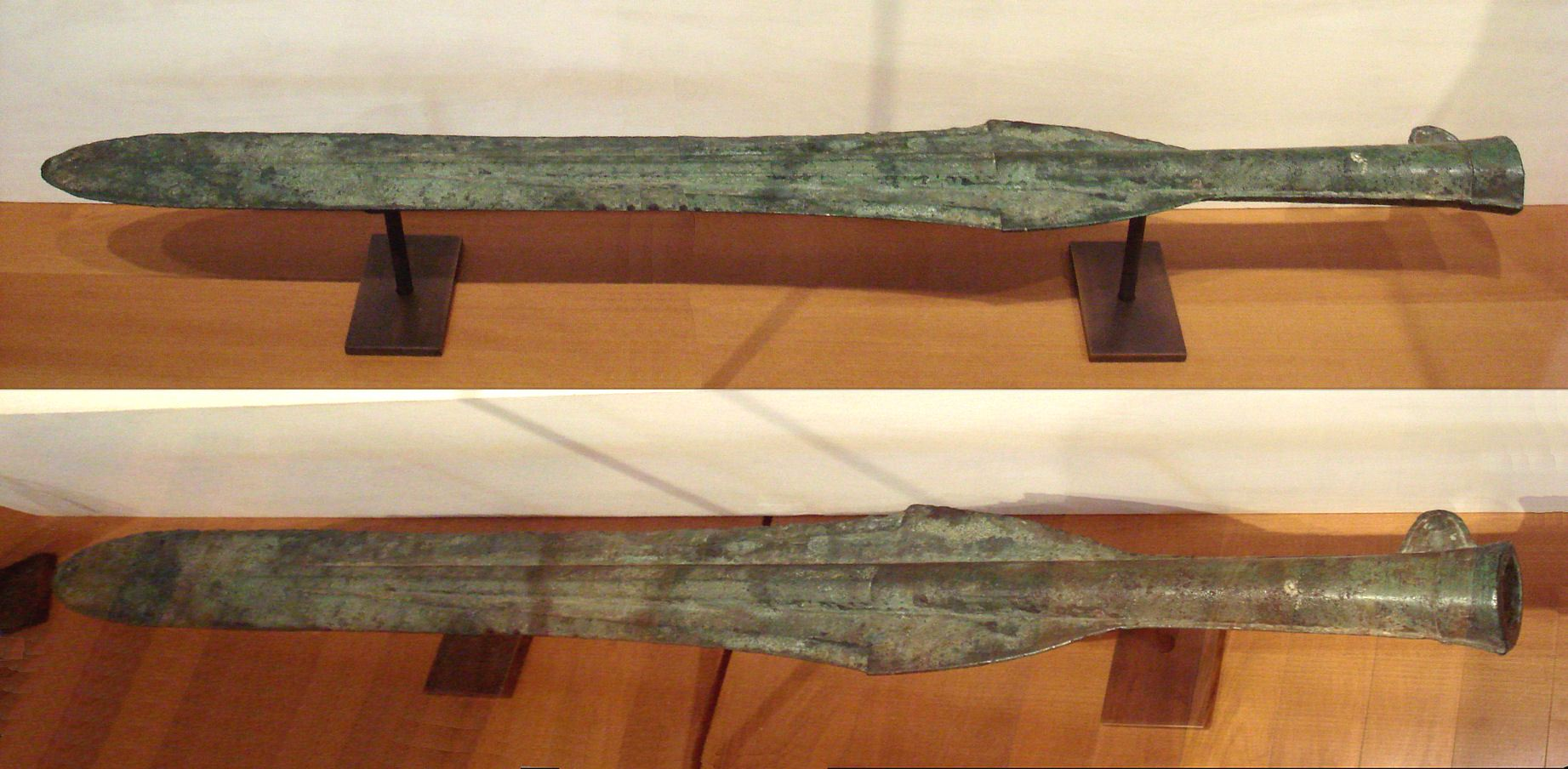
Espadas de bronce hechas durante los siglos I o II, encontrados en Kyūshū. A mediados del período Yayoi se desarrolló la metalurgia, y la aplicaron en diversos usos, incluyendo el militar.

No existe una evidencia arqueológica directa que vincule a la guerra civil, aunque se han encontrado armas de piedra y metal y de aldeas defensivas, particularmente desde el Mar Interior de Seto hasta la región de Kinki, lo que confirma la presencia de actividad militar durante el período Yayoi.

## Discusión
A pesar de que el desarrollo de los eventos aparentan ser idénticos, difieren en detalles y en el lenguaje. Debido a la limitada información que muestran las fuentes, han surgido varias hipótesis entre los historiadores.
El período Yayoi fue conocido por la introducción del cultivo del arroz y de la metalurgia desde China o Corea, el desarrollo a través de una sociedad agraria y el establecimiento de una estructura de clases sociales. A mediados del período Yayoi, los líderes comunitarios comenzaron a extender su autoridad a través de pequeñas regiones del tamaño de los actuales distritos en Japón; gracias en parte al control de las importaciones y la tecnología. Estos pequeños estados establecieron contactos diplomáticos con China alrededor del siglo I, resultando en el crecimiento de la importación de bienes y tecnología o el reconocimiento de algunos jefes locales por China generaba una mayor consolidación del poder político.

### Ubicación
Según las fuentes, la guerra civil ocurrió en Yamataikoku, el cacicazgo en donde Himiko se convirtió en su gobernante. Sin embargo, la ubicación exacta de Yamataikoku en Japón es desconocida y según la mayoría de los historiadores consideran que se ubica entre el norte de la isla de Kyūshū o en la región de Kinai; siendo el primero cercano a la localidad de Yamato, prefectura de Fukuoka, y la última más cercana a la posterior provincia de Yamato, en la que ambos parecen compartir el mismo nombre.

### Tiempo
Todas las fuentes históricas están de acuerdo que el conflicto ocurrió en la segunda mitad del siglo II y terminó en la década de 180. Sin embargo, la duración del conflicto varía en las fuentes entre cinco y ochenta años. La distinción de «grandes» (disturbios) descritos en el Libro de Liang sugiere que los primeros combates que fueron incluidos en las franjas de tiempo más largas que tienen las otras fuentes, fueron comparablemente menores y que no fueron mencionados por los autores del Libro de Liang.

### Causa
La causa de la guerra es desconocida. Una ardiente situación política a mediados del siglo II o una lucha de poder entre los cacicazgos de Wa pueden ser los posibles orígenes.

### Consecuencias
El número de cacicazgos conocidos por los chinos se había reducido desde más de un centenar antes de la guerra hasta alrededor de treinta durante el reinado de Himiko. La rebelión también condujo a la formación de un sistema de gobierno temprano bajo el dominio de Himiko y es considerado un punto de transición entre el período Yayoi y el período Kofun.

## Otras lecturas
- Goodrich, Luther Carrington (1951). Japan in the Chinese dynastic histories: Later Han through Ming dynasties (en inglés). P.D. and I. Perkins.

- Datos: Q5124705